# Rio Open 2024
Rio Open presented by Claro 2024 byl tenisový turnaj hraný na mužském profesionálním okruhu ATP Tour v Jockey Clubu Brasileiro. Jubilejní desátý ročník Rio Open probíhal mezi 19. a 25. únorem 2024 v brazilském Riu de Janeiru na antukových dvorcích.
Turnaj dotovaný 2 271 715 dolary patřil do kategorie ATP Tour 500. Nejvýše nasazeným singlistou se opět stal druhý tenista světa Carlos Alcaraz ze Španělska, který již ve druhém gamu úvodního kola skrečoval Monteirovi pro podvrtnutí kotníku. Jako poslední přímý účastník do dvouhry nastoupil bolivijský 105. hráč žebříčku Hugo Dellien. V důsledku invaze Ruska na Ukrajinu na konci února 2022 řídící organizace tenisu ATP, WTA a ITF s grandslamy rozhodly, že ruští a běloruští tenisté mohli dále na okruzích startovat, ale do odvolání nikoli pod vlajkami Ruska a Běloruska.
Pátý singlový titul na okruhu ATP Tour, a první v kategorii ATP 500, vybojoval 23letý Argentinec Sebastián Báez. Bodový zisk jej poprvé posunul na 21. místo žebříčku. Čtyřhru ovládli Kolumbijec Nicolás Barrientos s Brazilcem Rafaelem Matosem. Získali tak první společnou trofej.  Matos se stal prvním brazilským šampionem Rio Open včetně dvouhry.

## Rozdělení bodů a finančních odměn

### Rozdělení bodů
| Soutěž  | Soutěž      | vítězové | finalisté | semifinalisté | čtvrtfinalisté | 16 v kole | 32 v kole | Q  | Q2 | Q1 |
| ------- | ----------- | -------- | --------- | ------------- | -------------- | --------- | --------- | -- | -- | -- |
| dvouhra | [ 3 ] [ 8 ] | 500      | 330       | 200           | 100            | 50        | 0         | 25 | 13 | 0  |
| čtyřhra | [ 9 ]       | 500      | 300       | 180           | 90             | 0         | —         | 45 | 25 | 0  |

### Finanční odměny
| Soutěž                              | Soutěž      | vítězové  | finalisté | semifinalisté | čtvrtfinalisté | 16 v kole | 32 v kole | Q2      | Q1      |
| ----------------------------------- | ----------- | --------- | --------- | ------------- | -------------- | --------- | --------- | ------- | ------- |
| dvouhra                             | [ 3 ] [ 8 ] | 392 775 $ | 211 330 $ | 112 625 $     | 57 540 $       | 30 715 $  | 16 380 $  | 8 400 $ | 4 710 $ |
| čtyřhra                             | [ 9 ]       | 129 010 $ | 68 800 $  | 34 810 $      | 17 410 $       | 9 010 $   | —         | —       | —       |
| částka ve čtyřhře je uvedena na pár |             |           |           |               |                |           |           |         |         |

## Mužská dvouhra

### Nasazení
| Stát                          | Hráč                | ATP | Nasazení |
| ----------------------------- | ------------------- | --- | -------- |
| Španělsko                     | Carlos Alcaraz      | 2.  | 1.       |
| Spojené království            | Cameron Norrie      | 20. | 2.       |
| Chile                         | Nicolás Jarry       | 21. | 3.       |
| Argentina                     | Francisco Cerúndolo | 22. | 4.       |
| Argentina                     | Sebastián Báez      | 30. | 5.       |
| Srbsko                        | Laslo Djere         | 35. | 6.       |
| Francie                       | Arthur Fils         | 36. | 7.       |
| Rakousko                      | Sebastian Ofner     | 38. | 8.       |
| Žebříček ATP k 12. únoru 2024 |                     |     |          |

### Jiné formy účasti
Následující hráči obdrželi divokou kartu do hlavní soutěže:
- João Fonseca
- Gustavo Heide
- Thiago Monteiro

Následující hráči postoupili z kvalifikace:
- Francisco Comesaña
- Felipe Meligeni Alves
- Corentin Moutet
- Mariano Navone

### Odhlášení
před zahájením turnaj
- Daniel Altmaier → nahradil jej  Cristian Garín
- Marin Čilić → nahradil jej  Daniel Elahi Galán
- Tomás Martín Etcheverry → nahradil jej  Hugo Dellien

## Mužská čtyřhra

### Nasazení
| Stát                          | Hráč              | Stát               | Hráč             | ATP | Nasazení |
| ----------------------------- | ----------------- | ------------------ | ---------------- | --- | -------- |
| USA                           | Rajeev Ram        | Spojené království | Joe Salisbury    | 11. | 1.       |
| Španělsko                     | Marcel Granollers | Argentina          | Horacio Zeballos | 23. | 2.       |
| Argentina                     | Máximo González   | Argentina          | Andrés Molteni   | 26. | 3.       |
| Německo                       | Kevin Krawietz    | Německo            | Tim Pütz         | 31. | 4.       |
| Žebříček ATP k 12. únoru 2024 |                   |                    |                  |     |          |

### Jiné formy účasti
Následující páry obdržely divokou kartu do hlavní soutěže:
- Marcelo Demoliner /  Felipe Meligeni Alves
- Fernando Romboli /  Thiago Seyboth Wild

Následující pár postoupil z kvalifikace:
- João Fonseca /  Marcelo Zormann

### Odhlášení
před zahájením turnaje
- Pedro Cachín /  Tomás Martín Etcheverry → nahradili je  Nicolás Barrientos /  Rafael Matos

## Přehled finále

### Mužská dvouhra
- Sebastián Báez vs.  Mariano Navone, 6–2, 6–1

### Mužská čtyřhra
- Nicolás Barrientos /  Rafael Matos vs.  Alexander Erler /  Lucas Miedler, 6–4, 6–3